# 8032 Michaeladams
8032 Michaeladams eller 1992 ES1 är en asteroid i huvudbältet som upptäcktes den 8 mars 1992 av de båda japanska astronomerna Seiji Ueda och Hiroshi Kaneda i Kushiro. Den är uppkallad efter den amerikanske testpiloten Michael J. Adams.
Asteroiden har en diameter på ungefär 9 kilometer.